# Saint-Joseph (Michigan)
Pour les articles homonymes, voir Saint-Joseph.
Saint-Joseph (ou St. Joseph) est une ville située dans l’État américain du Michigan. Elle est le siège du comté de Berrien. Sa population est de 8 365 habitants.
La ville se trouve sur la rive du lac Michigan. Le nom de la ville est dérivé de la rivière Saint-Joseph, qui se termine dans le port de la ville.

## Historique
L'embouchure de la rivière Saint-Joseph jusqu'à nos jours a fait de la ville de Saint-Joseph un important point de rencontre pour les tribus amérindiennes et pour le commerce, car elle reposait sur une voie d'eau clé entre les Grands Lacs et le fleuve Mississippi. Les deux tribus des Miamis et Potéouatamis utilisaient cet itinéraire et utilisaient la zone comme un camp. La rivière Saint-Joseph a également permis des connexions avec la piste Sauk (en), qui était la piste de terre majeure à travers le Michigan. En 1669, l'embouchure de la rivière a été découverte par les explorateurs européens. René-Robert Cavelier de La Salle, l'explorateur français, construit Fort Miami sur la falaise surplombant le lac Michigan. En 1679, il attendit le navire  Le Griffon, qui n'est jamais revenu. Une fois que le navire eut été considéré comme perdu, La Salle et ses hommes ont fait la première traversée par terre de la péninsule inférieure par des Européens.

## Démographie
| Groupe                           | St. Joseph | Michigan | États-Unis |
| -------------------------------- | ---------- | -------- | ---------- |
| Blancs                           | 88,1       | 79,0     | 72,4       |
| Afro-Américains                  | 5,3        | 14,2     | 12,6       |
| Asiatiques                       | 3,4        | 2,4      | 4,8        |
| Autres                           | 0,9        | 1,5      | 6,4        |
| Métis                            | 1,9        | 2,3      | 2,9        |
| Amérindiens                      | 0,3        | 0,6      | 0,9        |
| Total                            | 100        | 100      | 100        |
|                                  |            |          |            |
| Hispaniques et Latino-Américains | 2,8        | 4,4      | 16,7       |

Selon l'American Community Survey pour la période 2011-2015, 92,03 % de la population âgée de plus de 5 ans déclare parler l'anglais à la maison, 1,39 % déclare parler l'espagnol, 0,94 % l'allemand, 0,64 % le français, 0,61 % une langue chinoise, 0,60 % l'hindi et 3,79 % une autre langue.